# Elencos da Soul Brasil Pro Cycling Team
A equipe de ciclismo Soul Brasil Pro Cycling teve, em sua história, os seguintes elencos:

## 2007
|                        | Ciclista               | Data de Nascimento               |
| ---------------------- | ---------------------- | -------------------------------- |
| Benedito Tadeu Azevedo | Benedito Tadeu Azevedo | 18 de dezembro de 1977 (47 anos) |
| Eduardo Otávio         |                        |                                  |
| Fábio Fagundes         |                        |                                  |
| Paulo Henrique         |                        |                                  |
| Salomão Ferreira       | Salomão Ferreira       | 25 de julho de 1976 (48 anos)    |
| Flávio Olimpio         |                        |                                  |

|                         | Ciclista      | Data de Nascimento           |
| ----------------------- | ------------- | ---------------------------- |
| José Claudio dos Santos |               |                              |
| Carlos Daniel Borello   |               |                              |
| Ricardo Alcici          |               |                              |
| Daniel Soeiro           | Daniel Soeiro | 16 de maio de 1978 (46 anos) |
| Francisco Manso         |               |                              |

## 2008
|                   | Ciclista         | Data de Nascimento              |
| ----------------- | ---------------- | ------------------------------- |
| Raphael Serpa     | Raphael Serpa    | 20 de outubro de 1985 (39 anos) |
| Flávio Cardoso    | Flávio Cardoso   | 12 de outubro de 1980 (44 anos) |
| Roberto Pinheiro  | Roberto Pinheiro | 9 de janeiro de 1983 (42 anos)  |
| Ezequiel Riderson |                  |                                 |
| Salomão Ferreira  | Salomão Ferreira | 25 de julho de 1976 (48 anos)   |
| Alex Diniz        | Alex Diniz       | 20 de outubro de 1985 (39 anos) |
| Marco Antônio     |                  |                                 |

|                       | Ciclista            | Data de Nascimento              |
| --------------------- | ------------------- | ------------------------------- |
| Roberson Figueiredo   | Roberson Figueiredo | 23 de janeiro de 1973 (52 anos) |
| Ricardo Alcici        |                     |                                 |
| Fernando Thomas       |                     |                                 |
| Fabiano Mota          | Fabiano Mota        | 31 de janeiro de 1981 (44 anos) |
| Paulo Henrique        |                     |                                 |
| Fábio Fagundes        |                     |                                 |
| Carlos Daniel Borello |                     |                                 |

1. ↑  A partir de 05/08

## 2009
|                   | Ciclista         | Data de Nascimento              |
| ----------------- | ---------------- | ------------------------------- |
| Raphael Serpa     | Raphael Serpa    | 20 de outubro de 1985 (39 anos) |
| Flávio Cardoso    | Flávio Cardoso   | 12 de outubro de 1980 (44 anos) |
| Roberto Pinheiro  | Roberto Pinheiro | 9 de janeiro de 1983 (42 anos)  |
| Ezequiel Riderson |                  |                                 |
| Salomão Ferreira  | Salomão Ferreira | 25 de julho de 1976 (48 anos)   |
| Alex Diniz        | Alex Diniz       | 20 de outubro de 1985 (39 anos) |
| Breno Sidoti      | Breno Sidoti     | 16 de março de 1983 (42 anos)   |

|                     | Ciclista            | Data de Nascimento              |
| ------------------- | ------------------- | ------------------------------- |
| Magno Prado Nazaret | Magno Prado Nazaret | 17 de janeiro de 1986 (39 anos) |
| André Lima          |                     |                                 |
| Flávio Cipriano     | Flávio Cipriano     | 24 de janeiro de 1990 (35 anos) |
| Kléber Ramos        | Kléber Ramos        | 24 de agosto de 1985 (39 anos)  |
| Daniel Soeiro       | Daniel Soeiro       | 16 de maio de 1978 (46 anos)    |
| Héctor Figueras     | Héctor Figueras     | 16 de abril de 1984 (40 anos)   |

1. ↑  A partir de 29/11

## 2010
|                     | Ciclista            | Data de Nascimento              |
| ------------------- | ------------------- | ------------------------------- |
| Héctor Figueras     | Héctor Figueras     | 16 de abril de 1984 (40 anos)   |
| Marco Arriagada     | Marco Arriagada     | 30 de outubro de 1975 (49 anos) |
| Tiago Fiorilli      | Tiago Fiorilli      | 11 de março de 1984 (41 anos)   |
| José Eriberto       | José Eriberto       | 15 de abril de 1984 (40 anos)   |
| Matías Médici       | Matías Médici       | 29 de junho de 1975 (49 anos)   |
| Marcelo Moser       | Marcelo Moser       | 9 de janeiro de 1977 (48 anos)  |
| Thiago Nardin       | Thiago Nardin       | 8 de julho de 1988 (36 anos)    |
| Magno Prado Nazaret | Magno Prado Nazaret | 17 de janeiro de 1986 (39 anos) |

|                   | Ciclista          | Data de Nascimento               |
| ----------------- | ----------------- | -------------------------------- |
| Pedro Nicácio     | Pedro Nicácio     | 13 de outubro de 1981 (43 anos)  |
| Roberto Pinheiro  | Roberto Pinheiro  | 9 de janeiro de 1983 (42 anos)   |
| Flávio Cardoso    | Flávio Cardoso    | 12 de outubro de 1980 (44 anos)  |
| Nilceu dos Santos | Nilceu dos Santos | 14 de julho de 1977 (47 anos)    |
| Breno Sidoti      | Breno Sidoti      | 16 de março de 1983 (42 anos)    |
| Edgardo Simón     | Edgardo Simón     | 16 de dezembro de 1974 (50 anos) |
| Daniel Soeiro     | Daniel Soeiro     | 16 de maio de 1978 (46 anos)     |

1. ↑  A partir de 26/03
2. 1 2  Várias fontes afirmam que este corredor assinou com a Funvic em junho, entretanto ele já apareceu correndo pela equipe antes dessa data. Portanto a data indicada é a da primeira corrida que competiu oficialmente pela equipe.
3. 1 2 3  A partir de 10/10
4. ↑  A partir de 14/04
5. ↑  Até 20/09

## 2011
|                         | Ciclista                | Data de Nascimento              |
| ----------------------- | ----------------------- | ------------------------------- |
| Héctor Figueras         | Héctor Figueras         | 16 de abril de 1984 (40 anos)   |
| Henrique Arruda         | Henrique Arruda         | 16 de junho de 1992 (32 anos)   |
| Alex Arseno             | Alex Arseno             | 28 de maio de 1983 (41 anos)    |
| Douglas Moi Bueno       | Douglas Moi Bueno       | 9 de setembro de 1981 (43 anos) |
| Marcos Crespo           | Marcos Crespo           | 6 de outubro de 1986 (38 anos)  |
| Tiago Fiorilli          | Tiago Fiorilli          | 11 de março de 1984 (41 anos)   |
| Thiago Frade dos Santos | Thiago Frade dos Santos | 1 de outubro de 1987 (37 anos)  |
| Tiego Gasparotto        | Tiego Gasparotto        | 23 de abril de 1988 (36 anos)   |
| Matías Médici           | Matías Médici           | 29 de junho de 1975 (49 anos)   |

|                     | Ciclista            | Data de Nascimento               |
| ------------------- | ------------------- | -------------------------------- |
| Antônio Nascimento  | Antônio Nascimento  | 19 de agosto de 1977 (47 anos)   |
| Magno Prado Nazaret | Magno Prado Nazaret | 17 de janeiro de 1986 (39 anos)  |
| Roberto Pinheiro    | Roberto Pinheiro    | 9 de janeiro de 1983 (42 anos)   |
| Flávio Cardoso      | Flávio Cardoso      | 12 de outubro de 1980 (44 anos)  |
| Nilceu dos Santos   | Nilceu dos Santos   | 14 de julho de 1977 (47 anos)    |
| Breno Sidoti        | Breno Sidoti        | 16 de março de 1983 (42 anos)    |
| Adelio Silva        | Adelio Silva        | 2 de janeiro de 1985 (40 anos)   |
| Ezequiel Souza      | Ezequiel Souza      | 30 de setembro de 1982 (42 anos) |
| Verinaldo Pereira   | Verinaldo Pereira   | 19 de julho de 1977 (47 anos)    |

1. ↑  A partir de 25/07
2. ↑  Até 31/10
3. 1 2  A partir de 15/04

## 2012
|                     | Ciclista            | Data de Nascimento              |
| ------------------- | ------------------- | ------------------------------- |
| Héctor Figueras     | Héctor Figueras     | 16 de abril de 1984 (40 anos)   |
| José Braga          | José Braga          | 21 de janeiro de 1993 (32 anos) |
| Douglas Moi Bueno   | Douglas Moi Bueno   | 9 de setembro de 1981 (43 anos) |
| Otávio Bulgarelli   | Otávio Bulgarelli   | 15 de outubro de 1984 (40 anos) |
| Carlos Costa        | Carlos Costa        | 3 de dezembro de 1986 (38 anos) |
| Tiago Fiorilli      | Tiago Fiorilli      | 11 de março de 1984 (41 anos)   |
| Oscar Junqueira     | Oscar Junqueira     | 10 de março de 1987 (38 anos)   |
| Antônio Nascimento  | Antônio Nascimento  | 19 de agosto de 1977 (47 anos)  |
| Magno Prado Nazaret | Magno Prado Nazaret | 17 de janeiro de 1986 (39 anos) |
| Nilceu dos Santos   | Nilceu dos Santos   | 14 de julho de 1977 (47 anos)   |

|                  | Ciclista         | Data de Nascimento              |
| ---------------- | ---------------- | ------------------------------- |
| Pedro Nicácio    | Pedro Nicácio    | 13 de outubro de 1981 (43 anos) |
| Gregory Panizo   | Gregory Panizo   | 12 de maio de 1985 (39 anos)    |
| Roberto Pinheiro | Roberto Pinheiro | 9 de janeiro de 1983 (42 anos)  |
| Alan Santos      | Alan Santos      | 25 de janeiro de 1993 (32 anos) |
| Flávio Cardoso   | Flávio Cardoso   | 12 de outubro de 1980 (44 anos) |
| Kléber Santos    | Kléber Santos    | 2 de abril de 1976 (48 anos)    |
| Breno Sidoti     | Breno Sidoti     | 16 de março de 1983 (42 anos)   |
| Adelio Silva     | Adelio Silva     | 2 de janeiro de 1985 (40 anos)  |
| Alex Arseno      | Alex Arseno      | 28 de maio de 1983 (41 anos)    |
| Salomão Ferreira | Salomão Ferreira | 25 de julho de 1976 (48 anos)   |

1. ↑  Até 20/10
2. 1 2 3  Atleta da Sejelp - Posto Autopinda - Pindamonhangaba, portanto não sendo registrado na UCI sob a equipe Funvic - Pindamonhangaba
3. ↑  A partir de 14/07

## 2013
|                     | Ciclista            | Data de Nascimento                |
| ------------------- | ------------------- | --------------------------------- |
| José Braga          | José Braga          | 21 de janeiro de 1993 (32 anos)   |
| Ramiro Cabrera      | Ramiro Cabrera      | 8 de fevereiro de 1988 (37 anos)  |
| Otávio Bulgarelli   | Otávio Bulgarelli   | 15 de outubro de 1984 (40 anos)   |
| Francisco Chamorro  | Francisco Chamorro  | 8 de julho de 1981 (43 anos)      |
| Carlos Costa        | Carlos Costa        | 3 de dezembro de 1986 (38 anos)   |
| Alex Diniz          | Alex Diniz          | 20 de outubro de 1985 (39 anos)   |
| Oscar Junqueira     | Oscar Junqueira     | 10 de março de 1987 (38 anos)     |
| Carlos Manarelli    | Carlos Manarelli    | 13 de fevereiro de 1989 (36 anos) |
| Antônio Nascimento  | Antônio Nascimento  | 19 de agosto de 1977 (47 anos)    |
| Magno Prado Nazaret | Magno Prado Nazaret | 17 de janeiro de 1986 (39 anos)   |
| Alex Arseno         | Alex Arseno         | 28 de maio de 1983 (41 anos)      |
| Antônio Garnero     | Antônio Garnero     | 17 de setembro de 1983 (41 anos)  |

|                  | Ciclista         | Data de Nascimento                |
| ---------------- | ---------------- | --------------------------------- |
| Pedro Nicácio    | Pedro Nicácio    | 13 de outubro de 1981 (43 anos)   |
| Gregory Panizo   | Gregory Panizo   | 12 de maio de 1985 (39 anos)      |
| Lucas Pereira    | Lucas Pereira    | 20 de janeiro de 1990 (35 anos)   |
| Roberto Pinheiro | Roberto Pinheiro | 9 de janeiro de 1983 (42 anos)    |
| Alan Santos      | Alan Santos      | 25 de janeiro de 1993 (32 anos)   |
| Douglas Santos   | Douglas Santos   | 16 de fevereiro de 1989 (36 anos) |
| Flávio Cardoso   | Flávio Cardoso   | 12 de outubro de 1980 (44 anos)   |
| Breno Sidoti     | Breno Sidoti     | 16 de março de 1983 (42 anos)     |
| Salomão Ferreira | Salomão Ferreira | 25 de julho de 1976 (48 anos)     |
| Renato Ruiz      | Renato Ruiz      | 9 de julho de 1981 (43 anos)      |
| Tiago Fiorilli   | Tiago Fiorilli   | 11 de março de 1984 (41 anos)     |

### 2014
| Nome                  | Nascimento | Nacionalidade | Equipe 2013              |
| André Almeida         | 16/12/1992 | Brasil        | Neoprofesional           |
| José Braga            | 21/01/1993 | Brasil        | Funvic                   |
| Flavio Cardoso        | 12/10/1980 | Brasil        | Funvic                   |
| Francisco Chamorro    | 08/07/1981 | Argentina     | Funvic                   |
| Alex Diniz            | 20/10/1985 | Brasil        | Funvic                   |
| Luiz Felipe Fialho    | 22/08/1992 | Brasil        | Neoprofesional           |
| Antonio Garnero       | 17/08/1983 | Brasil        | Neoprofesional           |
| Carlos Manarelli      | 13/02/1989 | Brasil        | Funvic                   |
| Magno Nazaret         | 17/01/1986 | Brasil        | Funvic                   |
| Pedro Nicácio         | 13/10/1981 | Brasil        | Funvic                   |
| Lucas Pereira         | 20/01/1990 | Brasil        | Funvic                   |
| Roberto Pinheiro      | 09/01/1983 | Brasil        | Funvic                   |
| Kléber Ramos          | 24/08/1985 | Brasil        | Clube DataRo de Ciclismo |
| Bruno Ribeiro         | 17/12/1992 | Brasil        | Neoprofesional           |
| Ramiro Rincón         | 17/03/1987 | Colômbia      | EPM-UNE                  |
| Óscar Sánchez         | 14/05/1985 | Colômbia      | Neo (GW-Shimano)         |
| Alan Santos           | 25/01/1993 | Brasil        | Funvic                   |
| Douglas Santos        | 16/02/1989 | Brasil        | Funvic                   |
| Juan Sebastián Tamayo | 23/05/1988 | Colômbia      | Neo (GW-Shimano)         |

### 2015
| Nome               | Nascimento | Nacionalidade | Equipe 2014          |
| Murilo Ferraz      | 19/06/1991 | Brasil        | Ironage - Colner     |
| Carlos Manarelli   | 13/02/1989 | Brasil        | Funvic               |
| André Almeida      | 16/12/1992 | Brasil        | Funvic               |
| José Braga         | 21/01/1993 | Brasil        | Funvic               |
| Otavio Bulgarelli  | 15/10/1984 | Brasil        | Funvic               |
| Flavio Cardoso     | 12/10/1980 | Brasil        | Funvic               |
| Francisco Chamorro | 08/07/1981 | Argentina     | Funvic               |
| Daniel Díaz        | 07/07/1989 | Argentina     | San Luis Somos Todos |
| Alex Diniz         | 20/10/1985 | Brasil        | Funvic               |
| Antonio Garnero    | 17/08/1983 | Brasil        | Funvic               |
| João Gaspar        | 19/02/1992 | Brasil        | Team Ecuador         |
| Carlos Manarelli   | 13/02/1989 | Brasil        | Funvic               |
| Magno Nazaret      | 17/01/1986 | Brasil        | Funvic               |
| Lucas Pereira      | 20/01/1990 | Brasil        | Funvic               |
| Roberto Pinheiro   | 09/01/1983 | Brasil        | Funvic               |
| Kléber Ramos       | 24/08/1985 | Brasil        | Funvic               |
| Alan Santos        | 25/01/1993 | Brasil        | Funvic               |
| Douglas Santos     | 16/02/1989 | Brasil        | Funvic               |

1. 1 2  Desde 1 de julho.
2. ↑  Até 1 de julho.

## Funvic Soul Cycles-Carrefour

### 2016
| Nome                   | Nascimento | Nacionalidade | Equipe 2015                        |
| Otavio Bulgarelli      | 15/10/1984 | Brasil        | Carrefour Funvic Soul Cycling Team |
| Flavio Cardoso         | 12/10/1980 | Brasil        | Carrefour Funvic Soul Cycling Team |
| Francisco Chamorro     | 08/07/1981 | Argentina     | Carrefour Funvic Soul Cycling Team |
| André Almeida De souza | 16/12/1992 | Brasil        | Carrefour Funvic Soul Cycling Team |
| Alex Diniz             | 20/10/1985 | Brasil        | Carrefour Funvic Soul Cycling Team |
| Murilo Ferraz          | 19/06/1991 | Brasil        | Carrefour Funvic Soul Cycling Team |
| João Gaspar            | 19/02/1992 | Brasil        | Carrefour Funvic Soul Cycling Team |
| Nathan Mahler          | 17/01/1996 | Brasil        | Neoprofesional                     |
| Carlos Manarelli       | 13/02/1989 | Brasil        | Carrefour Funvic Soul Cycling Team |
| Magno Nazaret          | 17/01/1986 | Brasil        | Carrefour Funvic Soul Cycling Team |
| Pedro Nicácio          | 13/10/1981 | Brasil        | Funvic (2014)                      |
| Antonio Piedra         | 10/10/1985 | Espanha       | Caja Rural-Seguros RGA (2014)      |
| Roberto Pinheiro       | 09/01/1983 | Brasil        | Carrefour Funvic Soul Cycling Team |
| Rodrigo Quirino        | 12/04/1996 | Brasil        | Neoprofesional                     |
| Kléber Ramos           | 24/08/1985 | Brasil        | Carrefour Funvic Soul Cycling Team |
| Pablo Urtasun          | 29/03/1980 | Espanha       | Team Ukyo                          |

1. ↑  Até 10 de agosto.

Stagiares

Desde 1 de agosto, os seguintes corredores passaram a formar parte da equipe como stagiaires (aprendizes à prova).
| Corredor              | Nascimento | Nacionalidade | Equipe 2016 |
| --------------------- | ---------- | ------------- | ----------- |
| Gabriel Machado Silva | 06/05/1997 | Brasil        |             |
| Luis Mendonça         | 16/01/1986 | Portugal      |             |
| Ramiro Rincón         | 17/03/1987 | Colômbia      |             |

## Soul Brasil Pro Cycling Team

### 2017
| Nome                   | Nascimento | Nacionalidade | Equipe 2016                                    |
| Flavio Cardoso         | 12/10/1980 | Brasil        | Funvic Soul Cycles-Carrefour                   |
| Lauro César Chaman     | 25/06/1987 | Brasil        | Memorial-Prefeitura de Santos (2014)           |
| Francisco Chamorro     | 08/07/1981 | Argentina     | Funvic Soul Cycles-Carrefour                   |
| André Almeida De souza | 16/12/1992 | Brasil        | Funvic Soul Cycles-Carrefour                   |
| Murilo Ferraz          | 19/06/1991 | Brasil        | Funvic Soul Cycles-Carrefour                   |
| Caio Godoy             | 24/04/1995 | Brasil        | Bretagne-Séché Environnement (stagiare) (2015) |
| Gabriel Machado Silva  | 06/05/1997 | Brasil        | Funvic Soul Cycles-Carrefour (stagiare)        |
| Carlos Manarelli       | 13/02/1989 | Brasil        | Funvic Soul Cycles-Carrefour                   |
| Gideoni Monteiro       | 02/09/1989 | Brasil        | Neoprofesional                                 |
| Magno Nazaret          | 17/01/1986 | Brasil        | Funvic Soul Cycles-Carrefour                   |
| Pedro Nicácio          | 13/10/1981 | Brasil        | Funvic Soul Cycles-Carrefour                   |
| Roberto Pinheiro       | 09/01/1983 | Brasil        | Funvic Soul Cycles-Carrefour                   |
| Daniel Eduardo Silva   | 08/06/1985 | Portugal      | Radio Popular-Boavista                         |
| Jordi Simón            | 06/09/1990 | Espanha       | Verva ActiveJet                                |

### 2018
| Integrantes da equipe 2018 | Integrantes da equipe 2018 | Integrantes da equipe 2018 | Integrantes da equipe 2018 |
| Ciclista                   | Data de nascimento         | Equipe anterior            |                            |
| -------------------------- | -------------------------- | -------------------------- | -------------------------- |
|                            |                            |                            |                            |
| Fonte: UCI                 |                            |                            |                            |